# 인제 봉정암 오층석탑
인제 봉정암 오층석탑(麟蹄 鳳頂庵 五層石塔)은 대한민국 강원특별자치도 인제군 봉정암에 있는 고려시대의 오층석탑이다. 1971년 12월 16일 강원특별자치도의 유형문화재 제31호로 지정되었다가, 2014년 7월 3일 대한민국의 보물 제1832호로 승격되었다.

## 개요
봉정암의 오른쪽 거대한 암벽 위에 서 있는 석탑이다. 봉정암은 백담사에 딸린 암자로, 설악산에서 제일 높은 곳에 자리하고 있다.
거대한 바위 위에 5층의 탑신(塔身)을 올린 모습으로, 일반적인 탑과 달리 기단부(基壇部)가 없어 마치 바위를 뚫고 높이 솟아오른 듯 하다. 탑을 받치고 있는 바위 윗면에는 연꽃을 새겨놓아 부처님이 계신 곳임을 상징적으로 보여준다. 탑신의 몸돌에는 각층 모두 모서리에 기둥모양을 본떠 새겼으며 2층 몸돌은 1층에 비해 급격히 줄어들었다. 지붕돌은 두터운 편으로 너비에 비해 지나치게 좁아 보인다. 처마는 밑선과 윗선이 평행을 이루다 네 귀퉁이에서 살짝 위로 솟아 경쾌한 맛을 살렸으며, 밑면에는 3단의 받침을 두어 고려석탑 양식을 잘 보여주고 있다. 꼭대기에는 머리장식이 온전히 남아 가지런히 놓여 있다.
신라 선덕여왕 때 자장율사가 중국 당나라에서 석가모니의 사리를 모셔와 이곳에 탑을 세우고 사리를 봉안하였다고 전해지고, 통일신라 문무왕 13년(673) 원효대사를 비롯한 여러 승려들이 암자를 새로 보수한 후 이 탑을 보존하였다 하나 현재 이 탑의 양식으로 보아 고려시대의 작품로 보인다.
파손된 부분이 없는 온전한 모습의 탑으로, 주위 설악의 모든 산세와 더불어 웅장한 조화를 이루고 있다.

## 보물 지정 사유
봉정암 오층석탑은 설악산 소청봉 아래 해발 1244미터 높이에 위치한 봉정암의 경내에 있는 높이 3.6m 규모의 석탑이다. 한용운이 쓴 『 백담사사적기 』 (1923년)에 수록된「봉정암중수기」(1781년)에 따르면 지장율사가 당에서 얻은 석가불의 사리 7과가 이 탑에 봉안되었다고 기록되어 있어 이를 근거로 봉정암은 통도사, 상원사, 정암사, 법흥사와 함께 진신사리가 봉안되어 있는 5대 '적멸보궁'의 하나로 인식되어 오고 있다. 그러나 탑의 형식상 그 구성이 단순하고 탑신의 체감률도 적은 편이며 옥개석에 구현된 양식 등은 고려후기 석탑의 특징을 보여주고 있어 그 조성시기를 추정해 볼 수 있다.
석탑은 기단·탑신·상륜부의 3부분이 조화를 이루며 건립되는 것이 일반적이나 이 탑은 거대 한 자연암석을 기단으로 삼아 바위 윗면을 치석하여 2개의 단을 만들고 그 주변에 16개의 연잎을 돌려 기단부를 조성하였다. 그 위에 올려진 탑신석[ 몸돌]은 3층까지 모서리에 우주(隅柱, 기둥)가 모각되어 있고 탑신석 위에 올려진 두꺼운 옥개석[지붕돌]은 낙수면의 길이가 짧고 경사가 급하며 끝부분만 살짝 반전된 형태이다. 옥개석 아래로는 각 층마다 3단의 옥개 받침이 두껍고 투박하게 조성되어 있으며, 옥개석의 윗 면에는 탑신 받침이 새겨져 있다. 상륜부는 연꽃 봉오리 혹은 보주 형태의 석재를 올려 단순하게 처리하였다.
봉정암 오층석탑은 기단부를 생략하고 자연암반을 기단으로 삼았다는 점, 진신사리를 봉안한 석탑이라는 점 그리고 고대의 일반형 석탑이 고려후기에 단순화되어 가는 과정을 보여준다는 점에서 한국 불교건축사에서 중요한 의의를 가지므로 국가지정문화재 보물로 지정가치가 충분하다.

## 같이 보기
- 봉정암
- 적멸보궁

## 참고 자료
- 인제 봉정암 오층석탑 - 국가유산청 국가유산포털